# Reckahn
Reckahn ist ein Ortsteil der Gemeinde Kloster Lehnin im Landkreis Potsdam-Mittelmark im Westen des Bundeslandes Brandenburg. Der Ort liegt circa zehn Kilometer südlich der Stadt Brandenburg an der Havel.

## Geografie
Reckahn liegt im Planetal südlich der Stadt Brandenburg an der Havel am Westrand der Zauche, deren Höhenrand direkt an den östlichen Ortsrand angrenzt. Die Plane fließt durch den Ort und trennt diesen von Schloss und Schlosspark. Der südwestliche Ausläufer der Gemarkung Reckahn ist Teil des Freien Havelbruchs.

## Nachbarorte
- Krahne (seit 2002 Ortsteil von Kloster Lehnin)
- Göttin (seit 1993 Ortsteil von Brandenburg an der Havel)

## Geschichte

### Vorgeschichte

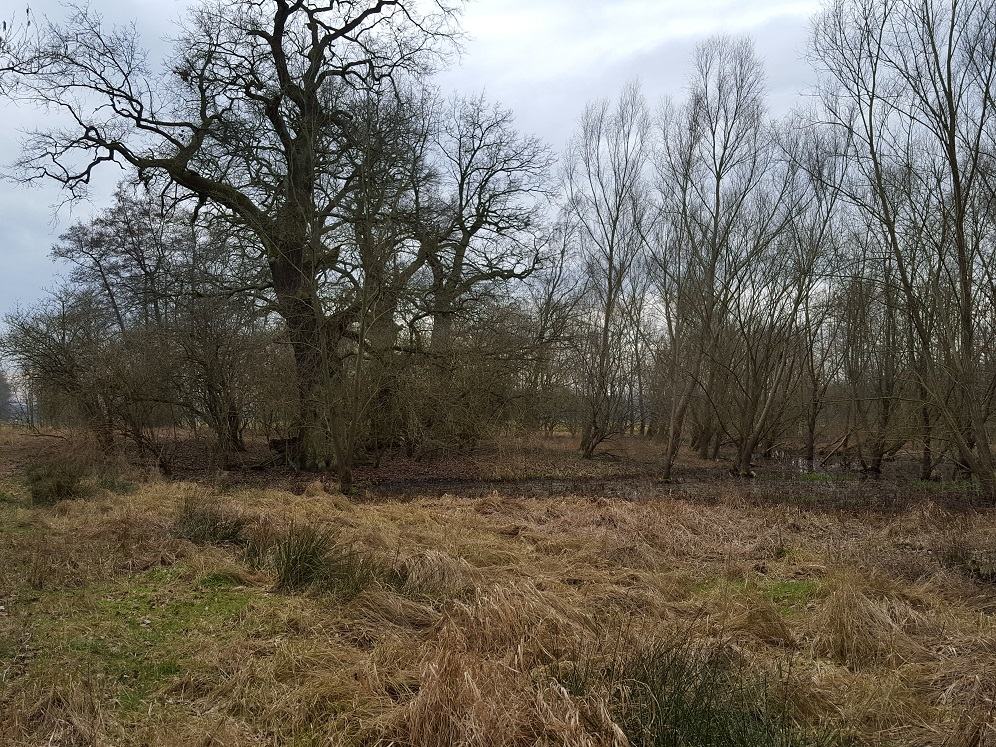
Der slawische Burgwall etwa einen Kilometer nordwestlich des Dorfes, März 2016

Zauche und Planetal wurden schon in der Steinzeit seit circa 8000 v. Chr. besiedelt. Im 3. bis 6. Jahrhundert siedelten Semnonen und Langobarden im Gebiet des heutigen Reckahn. Diese verließen während der Völkerwanderungszeit das Gebiet. Etwa zweihundert Jahre später zogen Slawen in die Gegend. Aus dieser Zeit stammt der Burgwall Reckahn.
Um 1150 entstand ein Dorf mit deutschen Siedlern, heute Duster-Reckahn genannt. Eine erste schriftliche Erwähnung stammt aus dem Jahr 1227 mit der Erwähnung des Theodoricus miles de Recken, später auch Theodoricus de Reckan (1259). In dieser Zeit entstanden viele deutsche Ansiedlungen in der Mark Brandenburg.

### Nach der deutschen Besiedlung

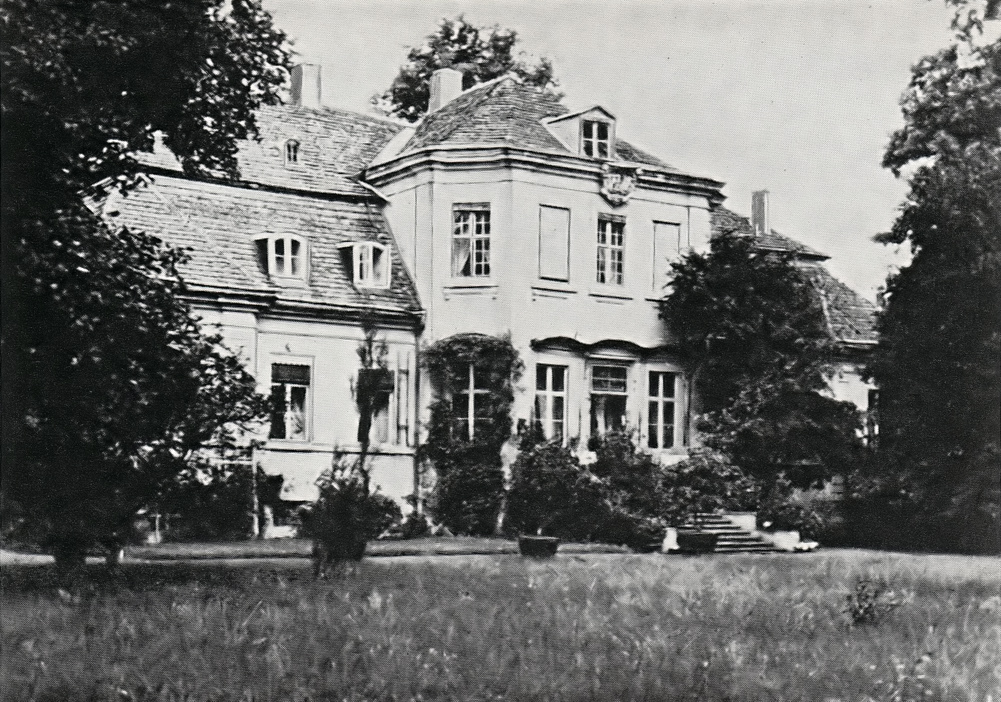
Gutshaus (auch Schloss genannt) Reckahn, um 1920

Im Jahr 1351 wurde Reckahn erstmals als „Rickan“ urkundlich erwähnt, geht aber auf eine ältere slawische Siedlung zurück. Seit dieser Zeit ist Reckahn mit dem Namen der Familie von Rochow untrennbar verbunden. Der Familie, die ihren Stammsitz im Nachbarort Golzow hatte, gehörten eine Reihe von Rittergütern zwischen Werder und Ziesar. Im Zuge einer Realteilung der Güter entstand 1513 die Reckahner Linie der Familie von Rochow, die in Reckahn ihren Stammsitz auf dem Schloss Reckahn hatte. Dieser Familie gehörten auch die Güter Göttin, Rotscherlinde und Krahne. Das Barockschloss Reckahn entstand zwischen 1726 und 1729.
Im Jahr 1741 wurde zwischen Reckahn und Göttin ein großes Heerlager preußischer Truppen errichtet. Diese Truppenkonzentration im Südwesten der Mark wurde angeordnet, damit das preußische Heer für den Krieg um Schlesien den Rücken frei hatte und denkbaren Angriffen aus Sachsen, Hannover oder Frankreich entgegentreten zu können. Das Lager soll in der Spitze über 40.000 Mann gezählt haben. Das führte zu großen Zerstörungen in Reckahn und den umliegenden Dörfern. Gut 30.000 Mann wurden im Herbst 1741 in die Nähe von Grüningen bei Wollin verlegt. Zur Erinnerung an die Schäden, die der König nie ausgeglichen hat, wurde 1790 nahe der Ortschaft eine Steinpyramide errichtet.
International bekannt wurde das Dorf durch die Schul- und Agrarreformen von Friedrich Eberhard von Rochow, die zum damaligen Zeitpunkt als fortschrittlichste in Europa galten. Ausdruck dieser Geschichte sind heute das Schulmuseum und das Schlossmuseum, die sich mit dieser Geschichte beschäftigen. 1773 ist das Jahr der Schulreform mit der Einweihung der Dorfschule nach neuen Konzepten.
Reckahn wurde 1806 von französischen Truppen besetzt, die im Schloss einige Zerstörungen hinterließen. Im Sommer 1813 wurden russische Truppen einquartiert. Im August 1813 wurde Reckahn Aufmarschgebiet preußischer Truppen, die am 26. August den Vormarsch französischer Einheiten Richtung Berlin durch den Sieg in der Schlacht bei Hagelberg stoppen konnten.
Die Eisenbahnstrecke Brandenburg – Belzig der Brandenburgischen Städtebahn mit einem Halt in Reckahn wurde 1904 eröffnet.
Im Jahr 1936 entstand die Autobahn, die heutige A 2, südlich des Ortes. Die Kiesgewinnung für diesen Bau hinterließ den Autobahnsee.

## Religionsgemeinschaften
Die größte Religionsgruppe in Reckahn bilden die evangelischen Christen. Einige wenige katholische Christen sowie Mitglieder einer freien Kirche existieren. Die meisten Einwohner sind konfessionell nicht gebunden.
Eine große evangelische Dorf- und Schlosskirche ist Filia der Pfarrei Krahne.

## Wirtschaft und Infrastruktur
Reckahn ist seit Jahrhunderten ein bäuerlich geprägtes Dorf. Auch heute ist die Landwirtschaft der wichtigste Erwerbszweig. Die meisten Einwohner verdienen ihren Lebensunterhalt als Pendler in der näheren Umgebung oder auch in Berlin.

### Verkehrsanbindung
Der Zugverkehr auf der Brandenburgischen Städtebahn zwischen Brandenburg und Bad Belzig ist 2004 eingestellt worden, nachdem die Trasse 2001 einer Überholung unterzogen wurde. 2013 wurde mit dem Schienenabbau von Reckahn in Richtung Bad Belzig begonnen.
Rund fünf Kilometer sind es bis zur Autobahnanschlussstelle Brandenburg an der A 2. Die Bundesstraße 102 führt rund vier Kilometer östlich an Reckahn vorbei und verbindet Brandenburg an der Havel mit Bad Belzig.
Durch Reckahn führt eine Straße von Golzow nach Göttin.

## Eingemeindungen
Im Jahr 1928 wurde die Ortschaft Meßdunk eingemeindet.
Am 1. April 2002 wurde Reckahn im Rahmen der Gemeindegebietsreform Teil der Großgemeinde Kloster Lehnin.

## Kultur und Sehenswürdigkeiten

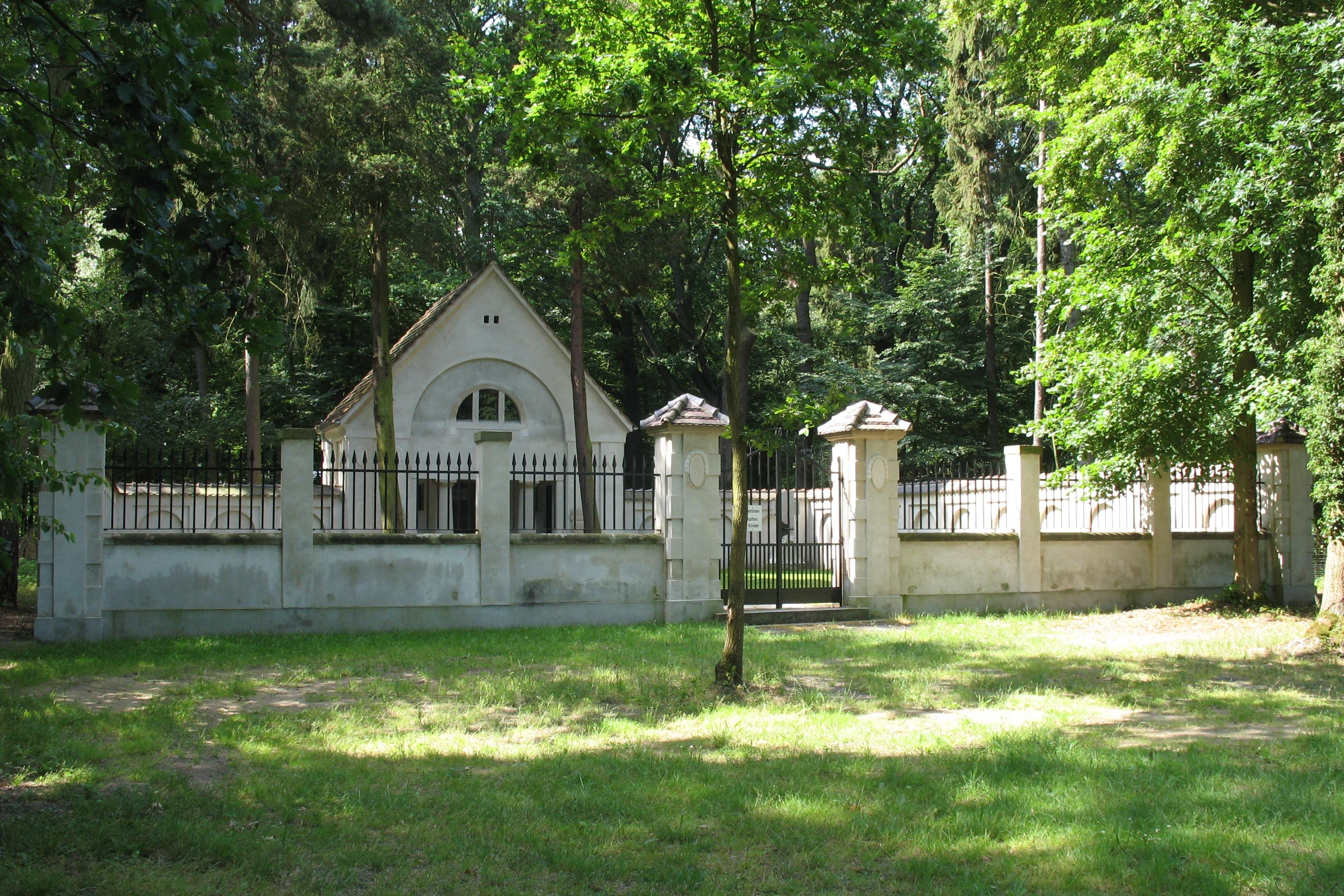
Rochow-Grabstätte
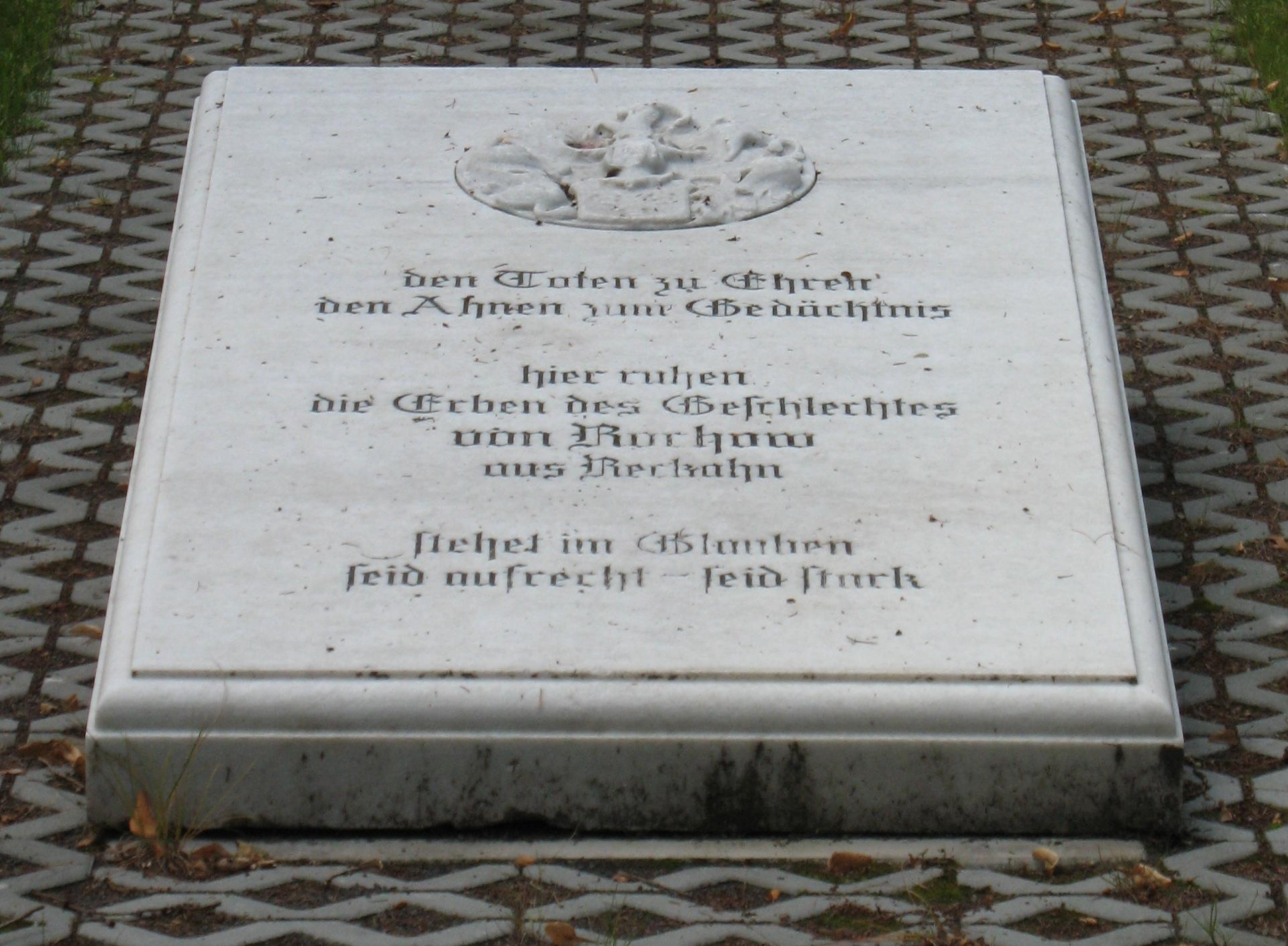
Dortiger Gedenkstein
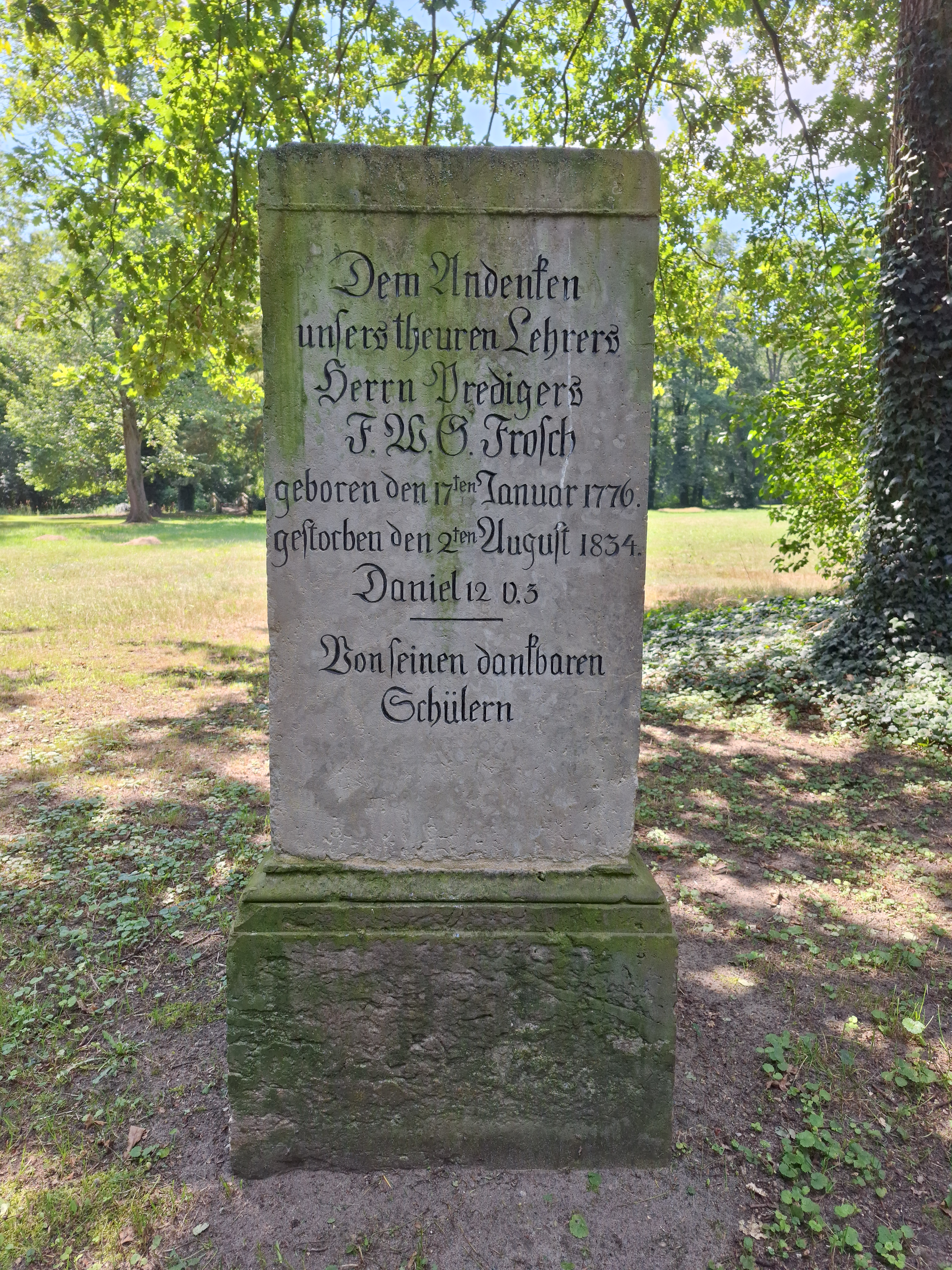
Frosch-Gedenkstein
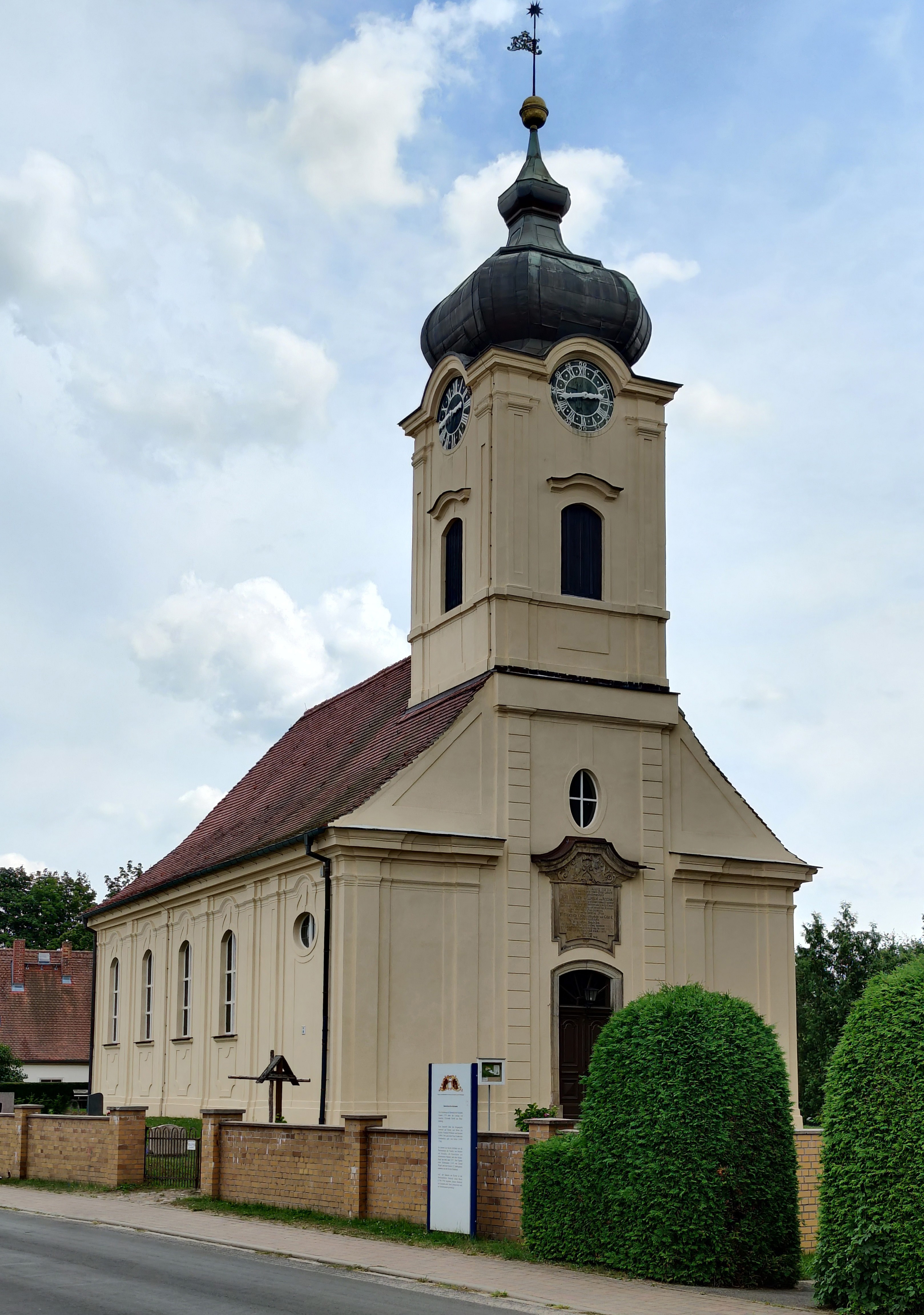
Dorf- und Schlosskirche 2021
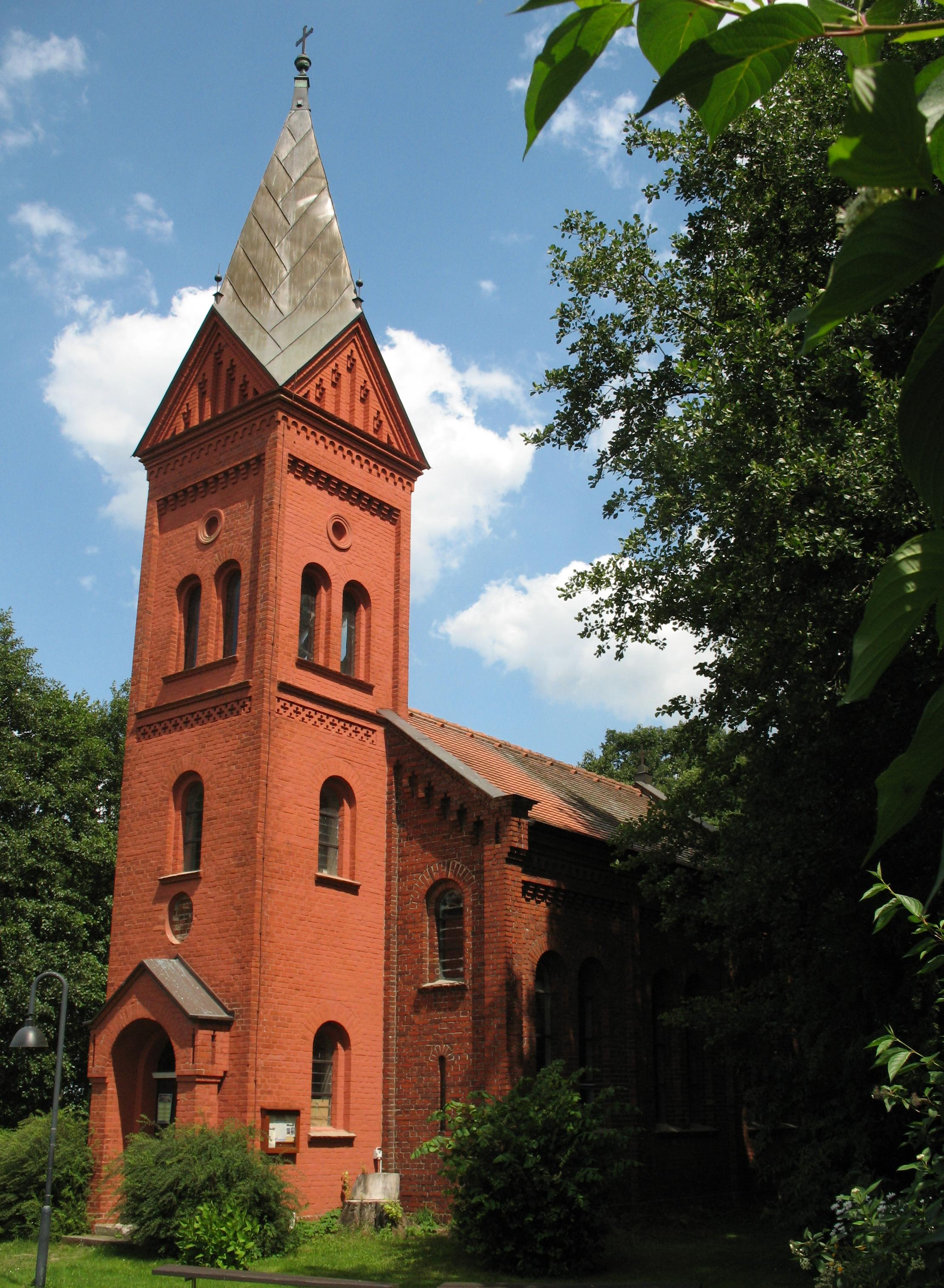
Kirche in Meßdunk
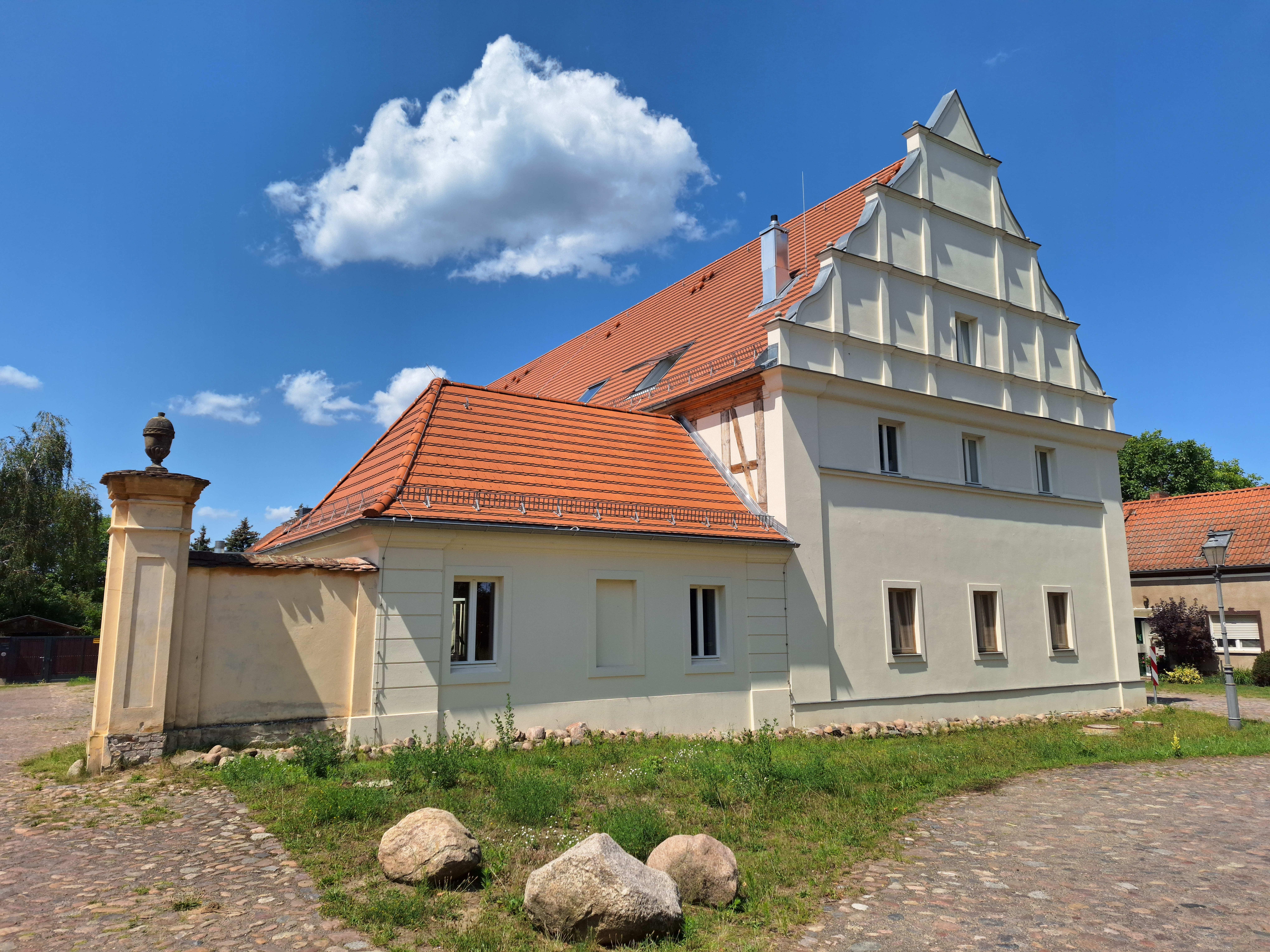
Altes Gutshaus 2024

In der Liste der Baudenkmale in Kloster Lehnin sind für Reckahn neun Baudenkmale aufgeführt.
- Schlossmuseum bzw. Rochow-Museum mit der Dauerausstellung „Vernunft fürs Volk“ (im 1726–1729 errichteten Herrenhaus). Das Rochow-Museum ist als „kultureller Gedächtnisort mit nationaler Bedeutung“ Bestandteil des Blaubuches. Im Sockelgeschoss des Herrenhauses wurde die Rochow-Grotte für Weiterbildungsveranstaltungen instand gesetzt (auch mit Mitteln der Deutschen Stiftung Denkmalschutz).
- Schulmuseum im 1773 von Friedrich Eberhard von Rochow erbauten Dorfschulhaus.
- Gutspark (um 1730) am Herrenhaus.
- Denkmal für den Lehrer Heinrich Julius Bruns im Gutspark; die Inschrift besagt: „H. J. Bruns. Er war ein Lehrer.“
- Denkmal für Prediger Friedrich Wilhelm Gotthilf Frosch im Gutspark.
- der slawische Burgwall Reckahn mit neuzeitlicher Werweiterung.
- Renaissance-Giebel des 1605 von Tobias von Rochow erbauten Alten Herrenhauses. Denkmal für das Heerlager

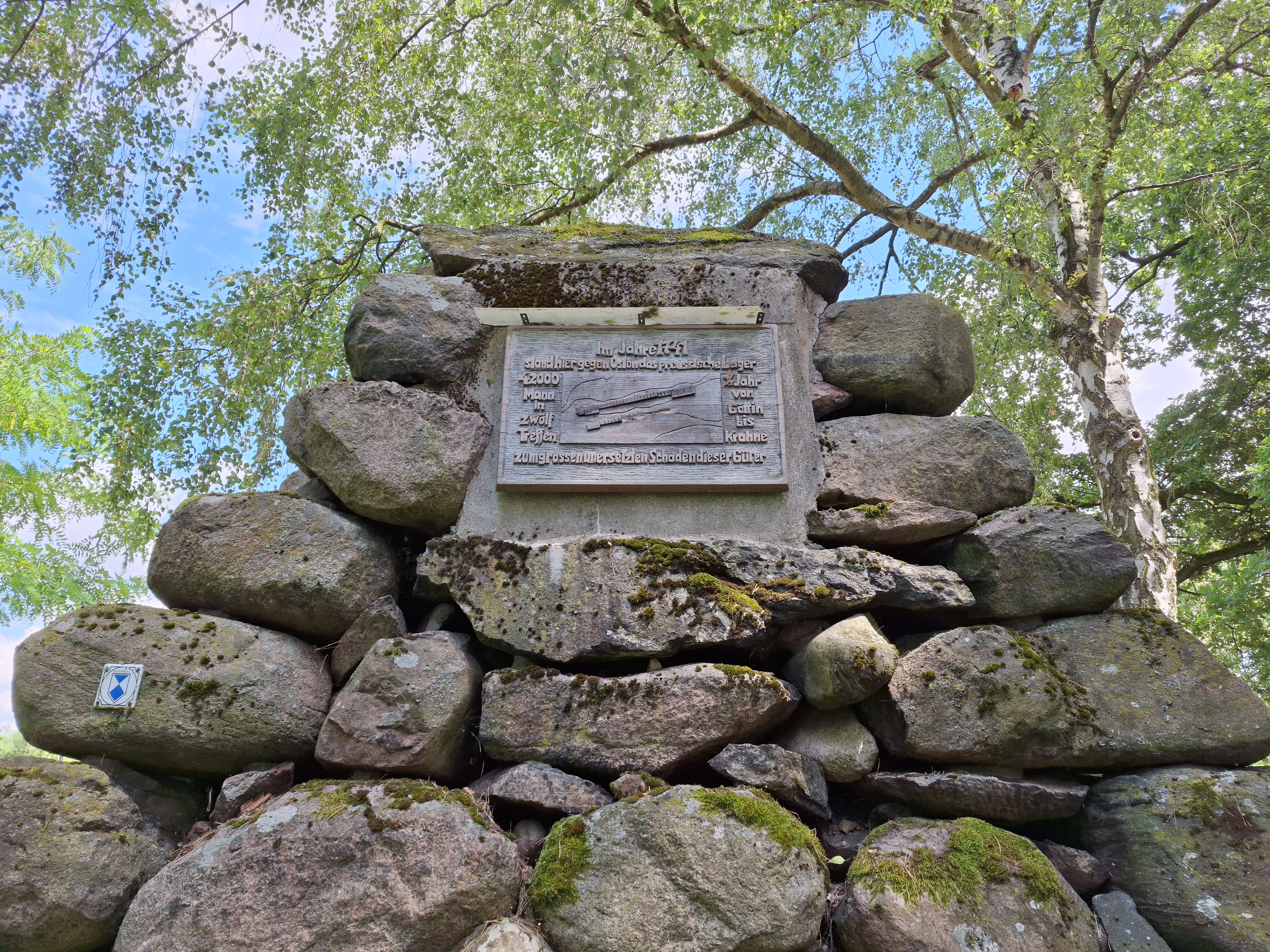
Denkmal für das Heerlager

- Steinpyramide aus Findlingen von 1791, ein Denkmal auf dem Krähenberg, das Friedrich Eberhard von Rochow anlässlich des 50. Jahrestages der Verwüstung seiner Güter durch das Heerlager von 1741 erbauen ließ. Die dort angebrachte Tafel verkündet: „Im Jahre 1741 stand hier gegen Osten das preußische Lager von 42 000 Mann in 12 Treffen ein halbes Jahr von Göttin bis Krahne zum großen, unersetzten Schaden dieser Dörfer.“ Sein Vater, Friedrich Wilhelm von Rochow, war für den durch die Soldaten angerichteten Schaden nur unzureichend vom König entschädigt worden. Am 9. August 1907 wurde auf der Rückseite eine vom Verein ehemaliger Leibhusaren gestiftete Gedenktafel angebracht: „Auf Befehl König Friedrichs des Großen vom 9. August 1741 stellte Major von Mackrodt hier im Heerlager von Reckahn-Göttin am 5. September 1741 das Regiment Schwarze Husaren auf, bald als die Totenköpfe eine preußische Truppe von besonderem Ruf.“ Der weitere Text besagt, dass das Regiment 1808 in das 1. und 2. Leibhusarenregiment aufgeteilt wurde, ab 1901 aber als Leibhusaren-Brigade unter Kaiser und König Wilhelm II. wieder vereinigt wurde.
- Barockkirche (1739); auf dem Kirchfriedhof befindet sich das Grab des Lehrers Bruns.
- Dorfkirche im Ortsteil Meßdunk (1869); heute als Veranstaltungsort genutzt[7]

## Persönlichkeiten

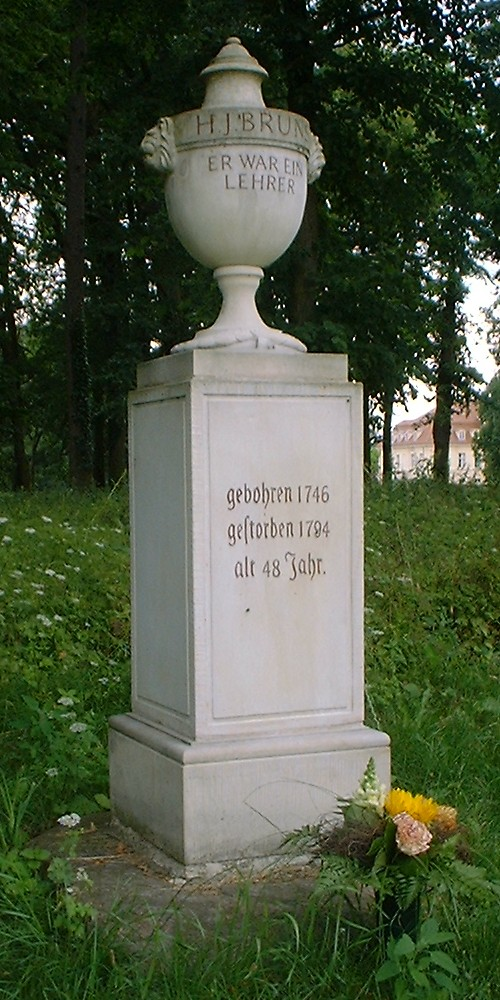
Bruns-Denkmal

- Hans Heinrich von Katte (1681–1741), Generalfeldmarschall, im Feldlager Reckahn gestorben
- Christiane Louise von Rochow, geborene von Bose, (1734–1808), Rittergutsbesitzerin, Sozialreformerin
- Friedrich Eberhard von Rochow (1734–1805), Großgrundbesitzer der Orte Krahne, Reckahn und Göttin war Vorreiter der preußischen Schulreform. Er richtete als erster in Preußen für die Bewohner des Dorfes eine kostenlose Dorfschule ein, stellte einen Lehrer ein und schrieb für den Unterricht ein Schulbuch, „Der Kinderfreund“.
- Heinrich Julius Bruns (1746–1794) war der erste Lehrer in der Schule, die von Rochow eingerichtet wurde, und erwarb sich dadurch großes Ansehen in der Pädagogik.
- Gustav Adolf von Rochow (1792–1847), Preußischer Innenminister und Staatsminister, Gutsherr von 1815 bis 1847
- Theodor von Rochow (1794–1854), preußischer Generalleutnant, Diplomat, Gesandter Preußens am Zarenhof, Gutsherr von 1847 bis 1854
- Friedrich Liebetrut (1799–1881), Pastor zu Wittbrietzen, Schriftsteller, Botaniker
- Harry von Rochow (1881–1945), Gutsherr von 1919 bis 1945, zweifacher Silbermedaillengewinner im Vielseitigkeitsreiten bei den Olympischen Sommerspielen 1912